# 타르젤리아
타르젤리아(고대 그리스어: Thargelia)는 고대 아테나이에서 아폴론과 아르테미스를 기리기 위해 열었던 축제이다. 아티케력의 11번째 달인 타르겔리온의 6~7번째 날에 열렸다. 현재 널리 사용되는 그레고리력 기준으로 5월 24일 혹은 5월 25일에 해당한다. 유죄를 선고 받은 2명의 죄인이 끌려 나와, 부정을 씻는 예식에서 제물로 살해되거나, 추방되었다.
 본 문서에는 현재 퍼블릭 도메인에 속한 브리태니커 백과사전 제11판의 내용을 기초로 작성된 내용이 포함되어 있습니다.